# Blattulidae
Blattulidae – wymarła rodzina owadów z rzędu karaczanów. W erze mezozoicznej była szeroko rozprzestrzeniona. Jej zapis rozciąga się od triasu późnego do kredy.

## Morfologia
Karaczany te zwykle osiągały niewielkie, niedochodzące do 10 mm długości przedniego skrzydła wymiary ciała, aczkolwiek znane są nieliczne gatunki osiągające do 17 mm długości przedniego skrzydła. Miały kulistawą głowę z oczami złożonymi mniej lub bardziej wystającymi poza jej obrys i dwoma wyraźnymi, ciemnymi paskami na potylicy. Czułki miały na poszczególnych członach zestaw poprzecznych listewek i od pięciu do siedmiu umieszczonych przedwierzchołkowo sensillów szczecinkowych (sensilla chaetica) o długości około połowy członu. Narządy gębowe miały krótkie i przysadziste głaszczki szczękowe. Użyłkowanie skrzydła przedniego cechowało się nierozgałęzioną żyłką subkostalną, niewyodrębnionym sektorem radialnym, nierozgałęzioną żyłką analną oraz częstą obecnością żyłek poprzecznych. Użyłkowanie skrzydła tylnego charakteryzowało się grzbieniastą pierwszą odnogą żyłki radialnej, wyodrębnionym sektorem radialnym, zwykle niezmodyfikowanym rozgałęzieniem żyłki kubitalnej przedniej, nierozgałęzioną żyłką kubitalną tylną oraz zakrzywioną i rozgałęzioną żyłką analną pierwszą. Odwłok zaopatrzony był w wyrostki rylcowe i mające nadzwyczaj długie sensilla szczecinkowe (sensilla chaetica) przysadki odwłokowe. U samic widoczne było od zewnątrz krótkie pokładełko.

## Taksonomia
Takson ten wprowadzony został w 1982 roku przez Walentinę Wiszniakową. Klasyfikuje się go w nadrodzinie Blattuloidea wraz z Phyloblattidae lub też w nadrodzinie Corydioidea.
Do rodziny tej zalicza się rodzaje:
- Anablatta Martins-Neto et Gallego, 2007[9]
- Argentinoblattula Martins-Neto et Gallego, 2005[10]
- Batola Vršanský, 2009[2]
- Blattula Handlirsch, 1906[1]
- Blattulites Vishnyakova, 1982[3]
- Elisama Giebel, 1856[1]
- Globula Vršanský, 2009[2]
- Habroblattula Wang et al., 2007[11]
- Huablattula Qiu et al., 2019[1]
- Kridla Vršanský, 2005[5]
- Macroblattula Wang et al., 2007[12]
- Nannoblattula Handlirsch[3]
- Nula Vršanský, 2008[13]
- Ocelloblattula Anisyutkin et Gorochov, 2008[4]
- Orbablattula Martínez-Delclòs, 1993[14]
- Svabula Vršanský, 2005[5]
- Vrtula Vršanský, 2008[6]
- Xonpepetla Cifuentes-Ruiz et Vršanský, 2006[15]